# Lista de futebolistas internacionais do Kosovo
Lista de futebolistas internacionais do Kosovo que atuaram pela seleção nacional de futebol feminino do Kosovo .

## Jogadoras
| Nome               | Caps | Gols | Ano Nacional | Club(s)                 |
| ------------------ | ---- | ---- | ------------ | ----------------------- |
| Flutura Agaj       | 2    | 0    | 2019–        | Schlieren               |
| Flaka Asllanaj     | 1    | 0    | 2019–        | Duisburg II             |
| Viola Avduli       | 4    | 0    | 2020–        | Zürich U21              |
| Qendresa Bajra     | 4    | 0    | 2017–        | Mitrovica               |
| Antigona Behluli   | 2    | 0    | 2017         | –                       |
| Verona Berisha     | 5    | 0    | 2020–        | Mitrovica               |
| Kaltrina Biqkaj    | 13   | 1    | 2017–        | Mitrovica               |
| Marigona Durguti   | 4    | 0    | 2017         | –                       |
| Leonora Ejupi      | 5    | 0    | –            | Arminia Bielefeld       |
| Erjona Emërllahu   | 3    | 0    | –            | A&N                     |
| Agnesa Gashi       | 3    | 0    | –            | A&N                     |
| Fitore Govori      | 3    | 0    | 2017         | –                       |
| Donika Grajqevci   | 3    | 0    | –            | Carl Zeiss Jena         |
| Donjeta Halilaj    | 10   | 0    | –            | Mitrovica               |
| Donjeta Haxha      | 3    | 0    | 2017         | –                       |
| Besarta Hisenaj    | 5    | 0    | –            | Andernach               |
| Mimoza Islami      | 1    | 0    | 2017         | –                       |
| Blerta Kaqiu       | 2    | 0    | 2017         | –                       |
| Edona Kastrati     | 6    | 0    | –            | Vicenza                 |
| Fatbardha Kastrati | 1    | 0    | –            | –                       |
| Feride Kastrati    | 6    | 0    | 2017–        | Apolonia Fier           |
| Qendresa Krasniqi  | 3    | 1    | 2017         | –                       |
| Florentina Kolgeci | 10   | 0    | 2017–        | Mitrovica               |
| Edona Kryeziu      | 10   | 0    | 2017–        | Mitrovica               |
| Ilfete Kryeziu     | 1    | 0    | 2017         | –                       |
| Besarta Leci       | 5    | 0    | –            | Sindelfingen            |
| Valentina Limani   | 8    | 0    | 2017–2020    | Retired                 |
| Loreta Lulaj       | 3    | 0    | –            | Ingolstadt II           |
| Gentiana Lushtaku  | 2    | 0    | 2017         | –                       |
| Erëleta Memeti     | 8    | 0    | –            | Freiburg                |
| Antigona Miftari   | 1    | 0    | 2017         | –                       |
| Lumbardha Misini   | 2    | 0    | –            | Vizioni                 |
| Besmira Morina     | 2    | 0    | 2017         | –                       |
| Blerina Musa       | 4    | 1    | 2017         | –                       |
| Diellza Musa       | 1    | 0    | 2017         | –                       |
| Fleta Musaj        | 2    | 0    | –            | A&N                     |
| Arta Rama          | 1    | 0    | 2017         | –                       |
| Fatlinda Ramaj     | 1    | 0    | –            | A&N                     |
| Besjana Reçica     | 4    | 0    | –            | Recklinghausen          |
| Agnesa Rexha       | 4    | 2    | 2017         | –                       |
| Anjeza Rexhepi     | 2    | 0    | –            | A&N                     |
| Argnesa Rexhepi    | 3    | 0    | –            | Zürich U21              |
| Blerta Shala       | 14   | 1    | 2017–        | Mitrovica               |
| Fjolla Shala       | 5    | 0    | –            | Breiðablik              |
| Blerta Smaili      | 2    | 0    | –            | Sindelfingen            |
| Alberina Syla      | 2    | 0    | –            | Eintracht Frankfurt III |
| Liridona Syla      | 11   | 1    | –            | Mitrovica               |
| Marigonë Tahiri    | 5    | 0    | –            | Mitrovica               |
| Laureta Temaj      | 1    | 0    | –            | Alberweiler             |
| Modesta Uka        | 7    | 3    | –            | Sturm Graz              |
| Egzona Zeka        | 2    | 0    | 2017         | Mitrovica               |